# ミヒール・デ・ロイテル
ミヒール・デ・ロイテルもしくはミヒール・デ・ラウター（Michiel de Ruyter, 本名：ミヒール・アドリアンソーン、Michiel Adriaenszoon, 1607年3月24日 - 1676年4月29日）は、オランダの軍人、海軍提督。かつてオランダで発行されていた100ギルダー紙幣に肖像が使用されていた。
ゼーラント州・フリシンゲンに生まれる。9-10歳くらいの時に教会の尖塔に登って屋根を破壊するという狼藉を働いて学校を放逐され、11歳で船乗りになり、その後、陸軍での勤務、私掠船の乗務などを経て、1635年までに商船の船長となっている。第一次英蘭戦争でマールテン・トロンプの下で従軍、第二次英蘭戦争で海軍提督として活躍しイングランドに対してたびたび大きな勝利を収めた。1666年にダンケルク沖での4日海戦でアルベマール公ジョージ・マンク率いるイングランド海軍を破り、同年の聖ジェイムズ日の海戦ではカンバーランド公ルパートとマンクの共同艦隊に敗れるも、1667年にイングランド東部のメドウェイ川河口でイングランド艦隊の大半を撃破、ブレダの和約にこぎつけた（メドウェイ川襲撃）。
1672年のオランダ侵略戦争（第三次英蘭戦争）ではイングランド・フランス連合艦隊と戦いソールベイの海戦で戦略的勝利を収め、1673年にはオーステンデ、ケイクトレン沖、テセル島の海戦でイングランドとフランスの艦隊を撃破し、イングランド軍のオランダ侵攻を阻止した。1675年にスペインのフランスとの戦いを支援するため地中海へ赴くが、翌年にシチリア島のカターニャ沖の海戦で重傷を負って死去した。